# Steiff
Steiff is de merknaam van Margarete Steiff GmbH, een internationale producent van speelgoed. Het bedrijf richt zich vooral op teddyberen en knuffelbeesten. Het bedrijf is gevestigd in het Duitse Giengen an der Brenz.

## Producten
Het hoofdproduct van de onderneming is het knuffelbeest. Aan het eind van de jaren 70 werd er ook ander speelgoed geproduceerd, bijvoorbeeld vliegers. De bekendste vlieger is de Roloplan. Tegenwoordig houdt het bedrijf zich ook bezig met het maken van kinderkleding. Oudere Steiff-producten hebben voor verzamelaars een hoge waarde, en worden dan ook vaak voor een hoge prijs verkocht.

## Geschiedenis

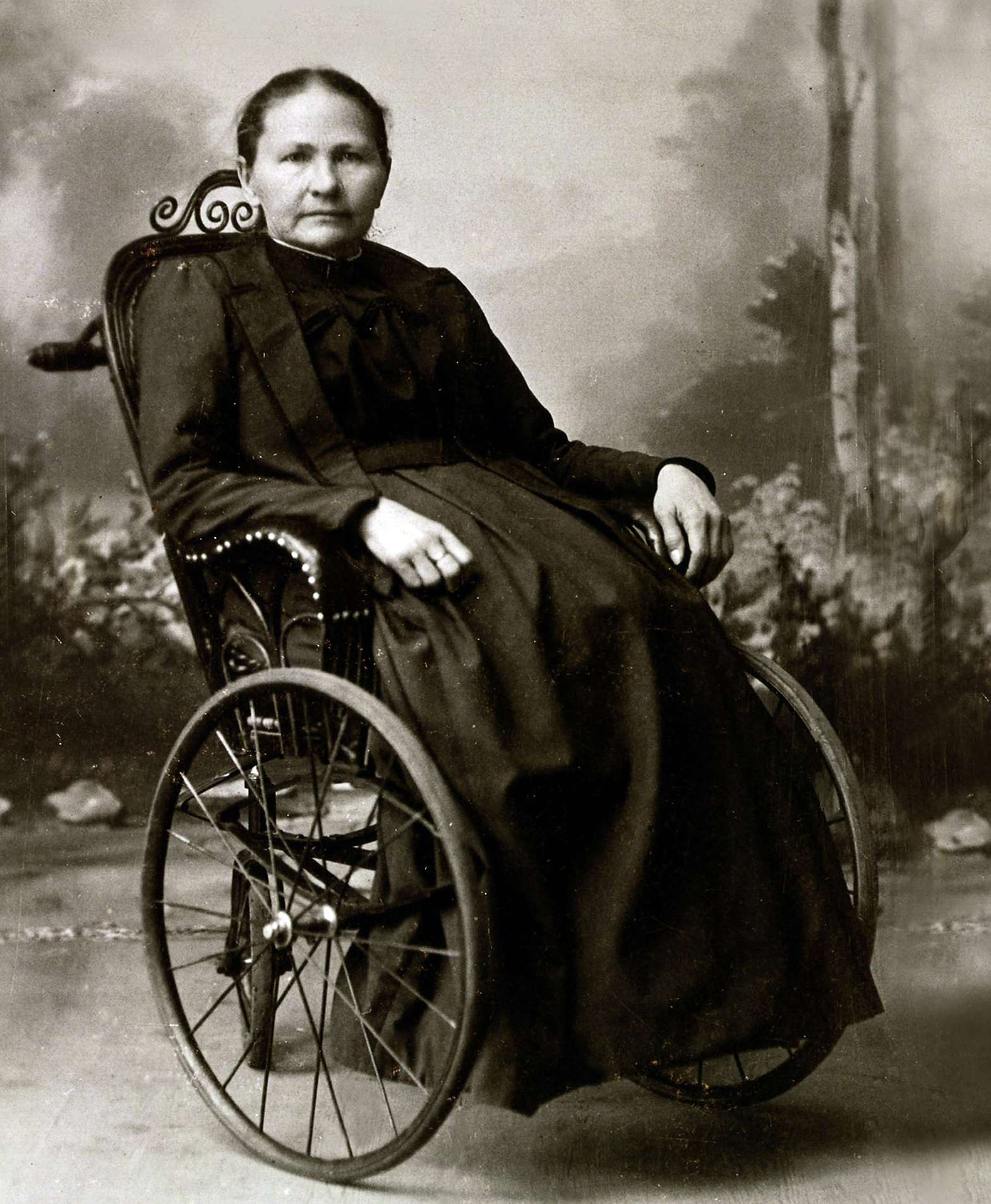
Margarete Steiff in haar rolstoel

Het bedrijf werd in 1880 opgericht door Margarete Steiff (Apollonia Margarete Steiff). Omdat Margarete Steiff kinderloos stierf, nam een neef van haar, Richard Steiff, in 1909 de fabriek over. 
Hét kenmerk van Steiff-producten is het metalen knopje in het oor van het speelgoed. Daarnaast heeft elk Steiff-dier een schildje op de borst. De slogan van Steiff is dan ook "Knopf im Ohr". Echte Steiff-kenners kunnen aan de vorm van de knop zien uit welke tijd het Steiff-dier komt, omdat de knop in de loop der tijd sterk veranderd is. De knop is vanaf 1904 op elk Steiff-beest te vinden, het schildje al vanaf 1897. 
Steiff wordt gezien als de uitvinder van de teddybeer. De eerste teddybeer werd gemaakt door Richard Steiff in 1902. De hoge prijs van het speelgoed zou er echter later voor zorgen dat Steiff met een dalende winst te maken kreeg, en daarom is een deel van de productie toen naar China verhuisd. Ondanks de hoge prijs gaan de zaken nu echter weer goed, daar een Steiff-teddybeer als de "Rolls Royce" onder de teddyberen geldt.

### Meer over de geschiedenis van Steiff
Het begon allemaal in 1847 met de geboorte van Margarete Steiff in Giengen, een klein stadje aan de Brenz (rivier in Zuid-Duitsland). Margarete was door een poliobesmetting op tweejarige leeftijd voorgoed aangewezen op een rolstoel. Toch ging ze naar school als ieder ander kind. Hierna nam ze naai- en coupeuselessen om zich voor te bereiden op een toekomstige carrière. Ze leerde het vak zo goed dat ze zich ook ging inzetten voor het opleiden van anderen. Het geld dat ze verdiende spaarde ze vlijtig op om een echte naaimachine te kunnen kopen. Het was de eerste naaimachine die het stadje Giengen binnenkwam.
In eerste instantie gebruikte Margarete de machine om kleding te maken voor vrienden en familie. Toen ze 25 jaar was had ze al een aardig inkomen door mode te ontwerpen en te maken. In 1879 kreeg ze van een neef, de zwager van een grote wol- en stofleverancier in Giengen, het advies een eigen atelier te beginnen. Al snel waren er voldoende klanten voor haar jassen, jurken en andere kleding.
In december 1879 zag Margarete in het blad "ModeWelt" een patroon van een speelgoedolifantje. Het leek haar een leuk idee dit te maken als geschenk voor diverse vrienden, bekenden en relaties. Ze vond het zo leuk om de dieren te maken dat er spoedig een beer, een poedel, een aapje en een ezeltje volgden.
In de prijslijst van 1883 kregen de dieren op de laatste pagina zelfs een plaatsje als toevoeging aan haar leveringsprogramma. Officieel verscheen in 1892 de allereerste "zachte gevulde beer voor kleine kinderen" in haar prijslijst.
In 1893 had Margarete vier vaste medewerkers en tien oproepkrachten en haalde ze een omzet van 12.000 mark in kleding en 28.000 mark in de speelgoeddieren.

### Eerste beren

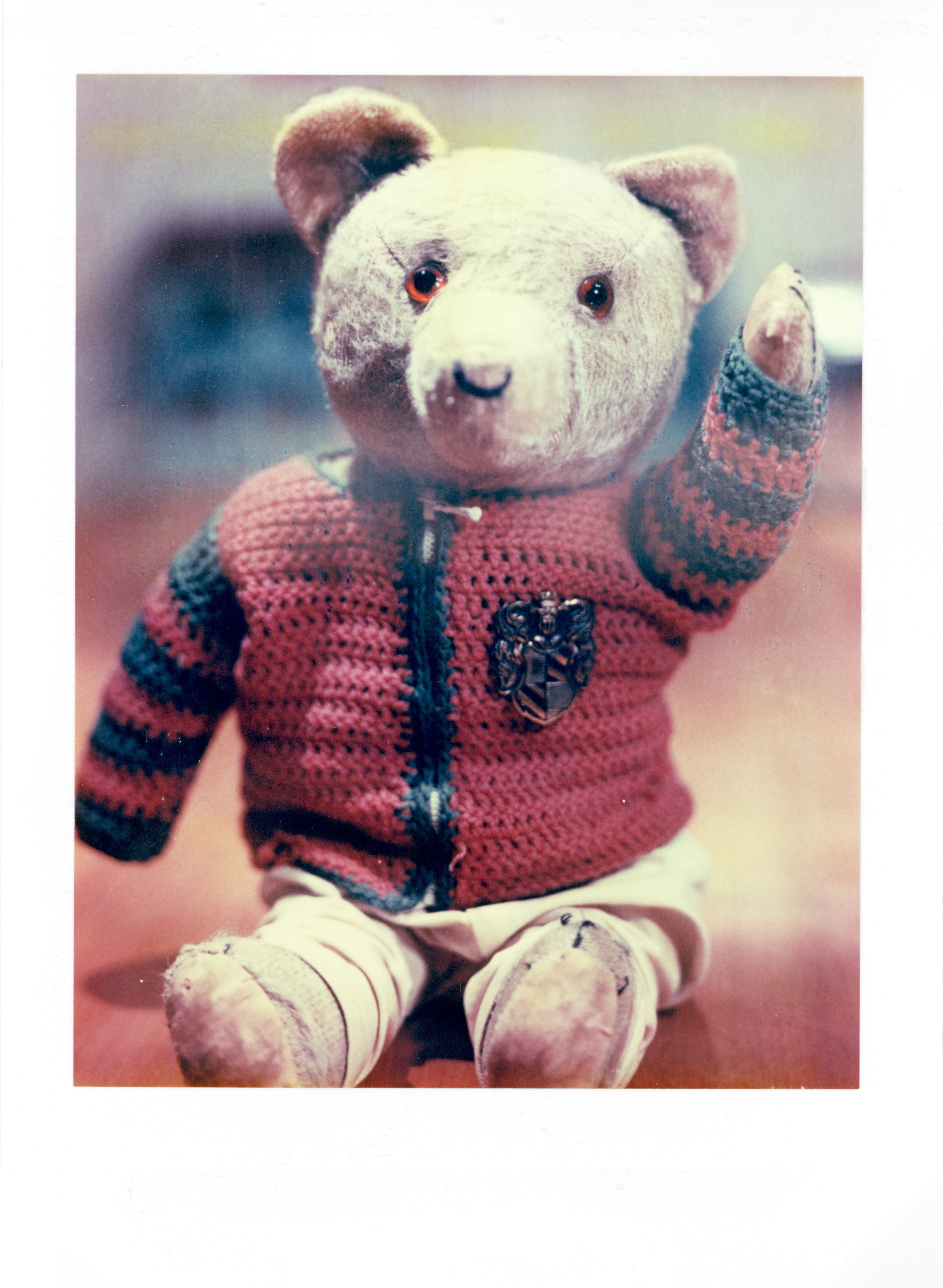
Steiff-beer uit de jaren zestig

Op de in die tijd gerenommeerde voorjaarsbeurs te Leipzig in 1894 stond de eerste stand van Steiff. Fritz Steiffs zoon Richard kwam terug met een goedgevulde orderportefeuille. Richard, die kunst studeerde, ging zijn tante Margarete helpen met het ontwerp van de speelgoeddieren. In 1902 kwam hij met een serie tekeningen van onder meer beren en apen terug uit de Dierentuin van Stuttgart. Door deze ontwerpen kregen de Steiff-dieren meer en meer belangstelling, zelfs uit Amerika. 
Op de Leipziger voorjaarsbeurs kwam op de laatste beursdag, toen de Steiff-medewerkers de houten kratten uit elkaar aan het slaan waren, een koper uit New York - Herman Berg- van de firma Geo Borgfeldt & Co. De heer Berg klaagde tegen de Steiff-medewerkers dat er zo weinig nieuws op de beurs was. Ze toonden hem het zojuist verschenen berenpaartje. De heer Berg zag een gat in de markt in Amerika en bestelde direct 3000 stuks.
Geen enkele van deze berenpaartjes is nog "in leven", zelfs niet in het Steiff Museum, de enige tastbare herinnering aan deze beertjes is een vage foto in een catalogus uit het jaar 1904.
Het volgende jaar ging Richard Steiff zelf naar Amerika en stond op de Wereldtentoonstelling in St. Louis waarvan hij terugkwam met dikgevulde orderboeken. Steiff kreeg meer en meer bekendheid en kreeg gouden medailles voor het bedrijf en de prestigieuze "Grand Prix Award". Eind 1904 had Steiff 12.000 berenpaartjes verkocht.

### Knop in het oor
Tot 1900 had Steiff een kartonnen kaartje met een olifantje met een S-vormige slurf als bedrijfslogo. Margarete zat echter steeds vaker te denken aan een definitief en niet verwijderbaar teken om haar dieren te onderscheiden van de vele namaakdieren die op de markt kwamen.
Haar oplossing was een metalen knoopje in het linkeroor van haar dieren, na enige dieren te hebben verkocht met een glad knopje liet zij knopjes maken met het Steiff-logo erin. Dit werd het ongewone, doch exclusieve handelsmerk van de Steiff-fabrieken. Door de patentwetgeving in die tijd werd niet het knopje maar de tekst "Knopf im Ohr" het beschermde handelsmerk voor Steiff.
Sinds deze tijd tot op de dag van vandaag is "de knoop in het oor" hét handelsmerk van Steiff. De Steiff-fabriek maakt ook honderden andere dieren.

## Museum
In juni 2005 werd het museum Die Welt von Steiff (De wereld van Steiff) geopend. Het museum laat de historie van het bedrijf zien. Het museum is gevestigd in een futuristisch gebouw, waarin de teddybeer centraal staat. Het museum ligt aan de A7.
In Billund in Denemarken is het Teddybear Art Museum gevestigd, pal naast Legoland, maar legofiguurtjes zijn er niet te vinden. Het museum is geopend in 2018 en heeft meer dan 1200 teddyberen vanuit de hele wereld, niet zozeer als speelgoed al zijn ze daarvoor wel gefabriceerd, maar als kunstvorm. Ook is er aandacht voor het begin (het bedrijf Steiff) en de anekdote rond president Roosevelt.